# Agapetes hookeri
Agapetes hookeri är en ljungväxtart som först beskrevs av C. B. Cl., och fick sitt nu gällande namn av Herman Otto Sleumer. Agapetes hookeri ingår i släktet Agapetes och familjen ljungväxter. Inga underarter finns listade i Catalogue of Life.